# Esch-sur-Alzette (canton)
Esch-sur-Alzette este un canton al Luxemburgului în districtul Luxemburg.
Cantonul conține următoarele comune: 
- Bettembourg
- Differdange
- Dudelange
- Esch-sur-Alzette
- Frisange
- Kayl
- Leudelange
- Mondercange
- Pétange
- Reckange-sur-Mess
- Roeser
- Rumelange
- Sanem
- Schifflange

1. ↑   https://statistiques.public.lu/fr/territoire-environnement/index.html Lipsește sau este vid: |title= (ajutor)